# Cupa Cupelor 1990-1991
Sezonul 1990-1991 al Cupei Cupelor a fost câștigat de Manchester United, care a învins-o în finală pe Barcelona.

## Meci de calificare
| Echipa 1       | Scor gen. | Echipa 2    | Tur | Retur |
| -------------- | --------- | ----------- | --- | ----- |
| Bray Wanderers | 1–3       | Trabzonspor | 1–1 | 0–2   |

### Prima manșă
| Bray Wanderers | 1 – 1 | Trabzonspor |
| -------------- | ----- | ----------- |
| Nugent 51'     |       | Đukić 2'    |

### A doua manșă
| Trabzonspor         | 2 – 0 | Bray Wanderers |
| ------------------- | ----- | -------------- |
| Đukić 48' Aslan 62' |       |                |

## Prima rundă
| Echipa 1           | Scor gen.   | Echipa 2         | Tur | Retur      |
| ------------------ | ----------- | ---------------- | --- | ---------- |
| Nea Salamis        | 0–5         | Aberdeen         | 0–2 | 0–3        |
| Legia Varșovia     | 6–0         | Swift Hesperange | 3–0 | 3–0        |
| Olympiacos         | 5–1         | KS Flamurtari    | 3–1 | 2–0        |
| Kaiserslautern     | 1–2         | Sampdoria        | 1–0 | 0–2        |
| Manchester United  | 3–0         | Pécsi Mecsek     | 2–0 | 1–0        |
| Wrexham            | 1–0         | Lyngby BK        | 0–0 | 1–0        |
| Montpellier        | 1–0         | PSV Eindhoven    | 1–0 | 0–0        |
| Glentoran          | 1–6         | Steaua București | 1–1 | 0–5        |
| KuPS               | 2–6         | Dinamo Kiev      | 2–2 | 0–4        |
| Sliema Wanderers   | 1–4         | Dukla Praga      | 1–2 | 0–2        |
| Fram Reykjavík     | 4–1         | Djurgårdens IF   | 3–0 | 1–1        |
| Trabzonspor        | 3–7         | Barcelona        | 1–0 | 2–7        |
| Viking FK          | 0–5         | Liège            | 0–2 | 0–3        |
| Estrela da Amadora | 1–1 (4–3p)† | Neuchâtel Xamax  | 1–1 | 1–1 (d.p.) |
| PSV Schwerin       | 0–2         | Austria Viena    | 0–2 | 0–0        |
| Sliven             | 1–8         | Juventus         | 0–2 | 1–6        |

† Order of legs reversed after original draw

* The A doua manșă of Kaiserslautern and PSV Schwerin were after the German reunification.

### Prima manșă
| Nea Salamis | 0 – 2 | Aberdeen               |
| ----------- | ----- | ---------------------- |
|             |       | Mason 62' Gillhaus 81' |

| Legia Varșovia            | 3 – 0 | Swift Hesperange |
| ------------------------- | ----- | ---------------- |
| Kosecki 48', 79' Pisz 90' |       |                  |

| Olympiacos                         | 3 – 1 | KS Flamurtari |
| ---------------------------------- | ----- | ------------- |
| Anastopoulos 8', 69' Hantzidis 25' |       | Ziu 75'       |

| Kaiserslautern | 1 – 0 | Sampdoria |
| -------------- | ----- | --------- |
| Kuntz 75'      |       |           |

| Manchester United     | 2 – 0 | Pécsi Mecsek |
| --------------------- | ----- | ------------ |
| Blackmore 9' Webb 16' |       |              |

| Wrexham | 0 – 0 | Lyngby BK |
| ------- | ----- | --------- |
|         |       |           |

| Montpellier | 1 – 0 | PSV Eindhoven |
| ----------- | ----- | ------------- |
| Ziober 9'   |       |               |

| Glentoran   | 1 – 1 | Steaua București |
| ----------- | ----- | ---------------- |
| Douglas 84' |       | Stan 47' (pen.)  |

| KuPS                    | 2 – 2 | Dinamo Kiev           |
| ----------------------- | ----- | --------------------- |
| Nyyssönen 38' Gayle 89' |       | Salenko 11' Yuran 65' |

| Sliema Wanderers | 1 – 2 | Dukla Praga            |
| ---------------- | ----- | ---------------------- |
| Walker 54'       |       | Rada 33' Kostelník 87' |

| Fram Reykjavík                      | 3 – 0 | Djurgårdens IF |
| ----------------------------------- | ----- | -------------- |
| Ragnarsson 55', 57' Arnthorsson 89' |       |                |

| Trabzonspor | 1 – 0 | Barcelona |
| ----------- | ----- | --------- |
| Aslan 67'   |       |           |

| Viking FK | 0 – 2 | Liège                |
| --------- | ----- | -------------------- |
|           |       | Boffin 15' Ernes 82' |

| Estrela da Amadora | 1 – 1 | Neuchâtel Xamax |
| ------------------ | ----- | --------------- |
| Ricky 25'          |       | Sutter 57'      |

| PSV Schwerin | 1 – 1 | Austria Viena          |
| ------------ | ----- | ---------------------- |
|              |       | Milevskiy 34' Zsak 36' |

| Sliven | 0 – 2 | Juventus                        |
| ------ | ----- | ------------------------------- |
|        |       | Schillaci 25' Baggio 90' (pen.) |

### A doua manșă
| Aberdeen                            | 3 – 0 | Nea Salamis |
| ----------------------------------- | ----- | ----------- |
| Robertson 13' Gillhaus 32' Jess 67' |       |             |

| Swift Hesperange | 0 – 3 | Legia Varșovia                    |
| ---------------- | ----- | --------------------------------- |
|                  |       | Jóźwiak 68' Latka 82' Kosecki 88' |

| KS Flamurtari | 0 – 2 | Olympiacos                        |
| ------------- | ----- | --------------------------------- |
|               |       | Christodoulou 84' Mitropoulos 87' |

| Sampdoria                    | 2 – 0 | Kaiserslautern |
| ---------------------------- | ----- | -------------- |
| Mancini 6' (pen.) Branca 74' |       |                |

| Pécsi Mecsek | 0 – 1 | Manchester United |
| ------------ | ----- | ----------------- |
|              |       | McClair 77'       |

| Lyngby BK | 0 – 1 | Wrexham       |
| --------- | ----- | ------------- |
|           |       | Armstrong 11' |

| PSV Eindhoven | 0 – 0 | Montpellier |
| ------------- | ----- | ----------- |
|               |       |             |

| Steaua București                               | 5 – 0 | Glentoran |
| ---------------------------------------------- | ----- | --------- |
| Stan 22' Dumitrescu 37', 45' Petrescu 78', 88' |       |           |

| Dinamo Kiev                                | 4 – 0 | KuPS |
| ------------------------------------------ | ----- | ---- |
| Salenko 14' Lytovchenko 25', 54' Yuran 85' |       |      |

| Dukla Praga                   | 2 – 0 | Sliema Wanderers |
| ----------------------------- | ----- | ---------------- |
| Walker 47' (o.g.) Záleský 67' |       |                  |

| Djurgårdens IF | 1 – 1 | Fram Reykjavík    |
| -------------- | ----- | ----------------- |
| Martinsson 83' |       | Ormslev 9' (pen.) |

| Barcelona                                                               | 7 – 2 | Trabzonspor          |
| ----------------------------------------------------------------------- | ----- | -------------------- |
| Begiristain 13' Amor 29' Koeman 33', 40', 75' (pen.) Stoichkov 44', 87' |       | Mandıralı 7' Boz 68' |

| RFC Liège            | 3 – 0 | Viking FK |
| -------------------- | ----- | --------- |
| Boffin 22', 35', 88' |       |           |

| Neuchâtel Xamax | 1 – 1 (d.p.) 3–4 penalties | Estrela da Amadora |
| --------------- | -------------------------- | ------------------ |
| Sutter 48'      |                            | Moreira 83'        |

| Austria Viena | 0 – 0 | PSV Schwerin |
| ------------- | ----- | ------------ |
|               |       |              |

| Juventus                                                                   | 6 – 1 | Sliven      |
| -------------------------------------------------------------------------- | ----- | ----------- |
| Baggio 15' (pen.) 18' Schillaci 25' Corini 49' Bonetti 53' Júlio César 56' |       | Kelepov 84' |

## A doua rundă
| Echipa 1          | Scor gen. | Echipa 2           | Tur | Retur |
| ----------------- | --------- | ------------------ | --- | ----- |
| Aberdeen          | 0–1       | Legia Varșovia     | 0–0 | 0–1   |
| Olympiacos        | 1–4       | Sampdoria          | 0–1 | 1–3   |
| Manchester United | 5–0       | Wrexham            | 3–0 | 2–0   |
| Montpellier       | 8–0       | Steaua București   | 5–0 | 3–0   |
| Dinamo Kiev       | 3–2       | Dukla Praga        | 1–0 | 2–2   |
| Fram Reykjavík    | 1–5       | Barcelona          | 1–2 | 0–3   |
| Liège             | 2–1       | Estrela de Amadora | 2–0 | 0–1   |
| Austria Viena     | 0–8       | Juventus           | 0–4 | 0–4   |

### Prima manșă
| Aberdeen | 0 – 0 | Legia Varșovia |
| -------- | ----- | -------------- |
|          |       |                |

| Olympiacos | 0 – 1 | Sampdoria   |
| ---------- | ----- | ----------- |
|            |       | Katanec 53' |

| Manchester United                          | 3 – 0 | Wrexham |
| ------------------------------------------ | ----- | ------- |
| McClair 40' Bruce 42' (pen.) Pallister 59' |       |         |

| Montpellier                                            | 5 – 0 | Steaua București |
| ------------------------------------------------------ | ----- | ---------------- |
| Ziober 26', 61' Xuereb 52' Blanc 55' (pen.) Castro 80' |       |                  |

| Dinamo Kiev     | 1 – 0 | Dukla Praga |
| --------------- | ----- | ----------- |
| Lytovchenko 84' |       |             |

| Fram Reykjavík | 1 – 2 | Barcelona                  |
| -------------- | ----- | -------------------------- |
| Daðason 60'    |       | Salinas 33' Stoitchkov 87' |

| Liège                    | 2 – 0 | Estrela da Amadora |
| ------------------------ | ----- | ------------------ |
| Malbaša 7' Milošević 86' |       |                    |

| Austria Viena | 0 – 4 | Juventus                                           |
| ------------- | ----- | -------------------------------------------------- |
|               |       | Casiraghi 30', 45' Baggio 48' Schillaci 69' (pen.) |

### A doua manșă
| Legia Varșovia | 1 – 0 | Aberdeen |
| -------------- | ----- | -------- |
| Iwanicki 84'   |       |          |

| Sampdoria                    | 3 – 1 | Olympiacos      |
| ---------------------------- | ----- | --------------- |
| Lombardo 17' Branca 28', 66' |       | Drakopoulos 62' |

| Wrexham | 0 – 2 | Manchester United    |
| ------- | ----- | -------------------- |
|         |       | Robins 31' Bruce 35' |

| Steaua București | 0 – 3 | Montpellier                         |
| ---------------- | ----- | ----------------------------------- |
|                  |       | Colleter 52' Garande 71' Guérin 82' |

| Dukla Praga               | 2 – 2 | Dinamo Kiev   |
| ------------------------- | ----- | ------------- |
| Foldyna 51' Bittengel 71' |       | Yuran 7', 60' |

| Barcelona                               | 3 – 0 | Fram Reykjavík |
| --------------------------------------- | ----- | -------------- |
| Eusebio 17' Begiristain 34' Pinilla 70' |       |                |

| Estrela da Amadora | 1 – 0 | Liège |
| ------------------ | ----- | ----- |
| Duílio 33'         |       |       |

| Juventus                               | 4 – 0 | Austria Viena |
| -------------------------------------- | ----- | ------------- |
| Alessio 3' Baggio 25' (pen.), 46', 52' |       |               |

## Sferturi
| Echipa 1          | Scor gen. | Echipa 2    | Tur | Retur |
| ----------------- | --------- | ----------- | --- | ----- |
| Legia Varșovia    | 3–2       | Sampdoria   | 1–0 | 2–2   |
| Manchester United | 3–1       | Montpellier | 1–1 | 2–0   |
| Dinamo Kiev       | 3–4       | Barcelona   | 2–3 | 1–1   |
| Liège             | 1–6       | Juventus    | 1–3 | 0–3   |

### Prima manșă
| Legia Varșovia | 1 – 0 | Sampdoria |
| -------------- | ----- | --------- |
| Czykier 45'    |       |           |

| Manchester United | 1 – 1 | Montpellier      |
| ----------------- | ----- | ---------------- |
| McClair 1'        |       | Martin 8' (o.g.) |

| Dyamo Kiev                    | 2 – 3 | Barcelona                                  |
| ----------------------------- | ----- | ------------------------------------------ |
| Zaiats 33' Salenko 81' (pen.) |       | Bakero 5' Urbano 45' Stoitchkov 63' (pen.) |

| Liège      | 1 – 3 | Juventus                                |
| ---------- | ----- | --------------------------------------- |
| Houben 83' |       | Marocchi 32' Baggio 43' Júlio César 48' |

### A doua manșă
| Sampdoria              | 2 – 2 | Legia Varșovia     |
| ---------------------- | ----- | ------------------ |
| Mancini 67' Vialli 89' |       | Kowalczyk 19', 54' |

| Montpellier | 0 – 2 | Manchester United               |
| ----------- | ----- | ------------------------------- |
|             |       | Blackmore 45+' Bruce 49' (pen.) |

| Barcelona | 1 – 1 | Dyamo Kiev |
| --------- | ----- | ---------- |
| Amor 89'  |       | Yuran 62'  |

| Juventus                                  | 3 – 0 | Liège |
| ----------------------------------------- | ----- | ----- |
| Casiraghi 9' Wégria 18' (o.g.) Häßler 22' |       |       |

## Semifinale
| Echipa 1       | Scor gen. | Echipa 2          | Tur | Retur |
| -------------- | --------- | ----------------- | --- | ----- |
| Legia Varșovia | 2–4       | Manchester United | 1–3 | 1–1   |
| Barcelona      | 3–2       | Juventus          | 3–1 | 0–1   |

### Prima manșă
| Legia Varșovia | 1 – 3 | Manchester United                |
| -------------- | ----- | -------------------------------- |
| Cyzio 37'      |       | McClair 38' Hughes 54' Bruce 67' |

| Barcelona                         | 3 – 1 | Juventus      |
| --------------------------------- | ----- | ------------- |
| Stoichkov 55', 60' Goikoetxea 75' |       | Casiraghi 12' |

### A doua manșă
| Manchester United | 1 – 1 | Legia Varșovia |
| ----------------- | ----- | -------------- |
| Sharpe 28'        |       | Kowalczyk 57'  |

| Juventus   | 1 – 0 | Barcelona |
| ---------- | ----- | --------- |
| Baggio 60' |       |           |

## Finala
| Manchester United | 2 – 1 | Barcelona  |
| ----------------- | ----- | ---------- |
| Hughes 67', 74'   |       | Koeman 79' |

## Top goluricorers
Golgheterii din sezonul 1990–91 Cupa Campionilor Europeni are as follows:
| Loc | Nume                | Echipă            | Goluri |
| --- | ------------------- | ----------------- | ------ |
| 1   | Roberto Baggio      | Juventus          | 9      |
| 2   | Hristo Stoichkov    | Barcelona         | 6      |
| 3   | Sergei Yuran        | Dinamo Kiev       | 5      |
| 4   | Danny Boffin        | Liège             | 4      |
| 4   | Steve Bruce         | Manchester United | 4      |
| 4   | Pierluigi Casiraghi | Juventus          | 4      |
| 4   | Ronald Koeman       | Barcelona         | 4      |
| 4   | Brian McClair       | Manchester United | 4      |
| 9   | Marco Branca        | Sampdoria         | 3      |
| 9   | Mark Hughes         | Manchester United | 3      |
| 9   | Roman Kosecki       | Legia Varșovia    | 3      |
| 9   | Wojciech Kowalczyk  | Legia Varșovia    | 3      |
| 9   | Oleg Salenko        | Dinamo Kiev       | 3      |
| 9   | Salvatore Schillaci | Juventus          | 3      |
| 9   | Jacek Ziober        | Montpellier       | 3      |